# Le Bellay-en-Vexin
Le Bellay-en-Vexin là một xã ở tỉnh Val-d’Oise, thuộc vùng Île-de-France ở miền bắc nước Pháp.